# Jezioro Cisie
Jezioro Cisie (niem. Stiller See) – bezodpływowe jezioro w Bruździe Zbąszyńskiej, w gminie Bledzew, ok. 1 km od drogi Bledzew-Goruńsko.

## Charakterystyka
Jezioro otoczone lasami. Woda akwenu niezwykle przezroczysta, w I klasie czystości. Wschodni brzeg suchy i wysoki. Roślinność wodna zanurzona zajmuje powierzchnię 4,8 ha, co stanowi 12,2 proc. powierzchni lustra wody. W stromej skarpie zachodniego brzegu znajduje się wiele głębokich jarów.
Od południa jezioro Cisie sąsiaduje z oddalonym o 200 m jeziorem Chycina.